# Trận đấu giữa Hungary và El Salvador (Giải vô địch bóng đá thế giới 1982)
Hungary v El Salvador là lượt trận thứ hai ở Bảng 3 của vòng bảng tại Giải vô địch bóng đá thế giới 1982. Trận đấu được diễn ra tại Sân vận động Manuel Martínez Valero ở Elche, Tây Ban Nha, vào ngày 15 tháng 6. Hungary thắng chung cuộc 10-1, qua đó thiết lập kỷ lục về trận đấu có tỉ số cách biệt nhất trong lịch sử Giải vô địch bóng đá thế giới.
Cầu thủ vào sân từ ghế dự bị László Kiss của Hungary lập 1 cú hat-trick, trở thành cầu thủ duy nhất lập 1 cú hat-trick mà vào sân từ ghế dự bị ở World Cup, và lập 1 cú hat-trick nhanh nhất, trong khoảng 7 phút.

## Trận đấu

### Kết quả
| Hungary                                                                                            | 10–1     | El Salvador        |
| -------------------------------------------------------------------------------------------------- | -------- | ------------------ |
| Nyilasi 4', 83' · Pölöskei 11' · Fazekas 23', 54' · Tóth 50' · L. Kiss 69', 72', 76' · Szentes 70' | Chi tiết | Ramírez Zapata 64' |

| GK               | 1  | Ferenc Mészáros   |     |     |
| DF               | 2  | Győző Martos      |     |     |
| DF               | 3  | László Bálint     |     |     |
| DF               | 4  | József Tóth       |     |     |
| MF               | 5  | Sándor Müller     |     | 69' |
| DF               | 6  | Imre Garaba       |     |     |
| FW               | 7  | László Fazekas    | 32' |     |
| MF               | 8  | Tibor Nyilasi (c) | 1'  |     |
| FW               | 9  | András Törőcsik   |     | 55' |
| FW               | 11 | Gábor Pölöskei    |     |     |
| DF               | 14 | Sándor Sallai     |     |     |
| Thay người:      |    |                   |     |     |
| GK               | 21 | Béla Katzirz      |     |     |
| DF               | 19 | József Varga      |     |     |
| MF               | 12 | Lázár Szentes     |     | 69' |
| MF               | 17 | Károly Csapó      |     |     |
| FW               | 10 | László Kiss       |     | 55' |
| Huấn luyện viên: |    |                   |     |     |
| Kálmán Mészöly   |    |                   |     |     |

| GK                 | 1  | Luis Guevara Mora    |  |     |
| DF                 | 2  | Mario Castillo       |  |     |
| DF                 | 3  | José Francisco Jovel |  |     |
| DF                 | 4  | Carlos Recinos       |  |     |
| MF                 | 6  | Joaquín Ventura      |  | 79' |
| MF                 | 8  | José Luis Rugamas    |  | 27' |
| FW                 | 9  | Ever Hernández       |  |     |
| MF                 | 10 | Norberto Huezo (c)   |  |     |
| FW                 | 11 | Jorge González       |  |     |
| FW                 | 13 | José María Rivas     |  |     |
| DF                 | 15 | Jaime Rodríguez      |  |     |
| Thay người:        |    |                      |  |     |
| GK                 | 19 | Eduardo Hernández    |  |     |
| DF                 | 5  | Ramón Fagoaga        |  | 79' |
| DF                 | 12 | Francisco Osorto     |  |     |
| MF                 | 16 | Mauricio Alfaro      |  |     |
| FW                 | 14 | Luis Ramírez Zapata  |  | 27' |
| Huấn luyện viên:   |    |                      |  |     |
| Mauricio Rodríguez |    |                      |  |     |

| Trợ lý trọng tài: Charles Corver (Hà Lan) Henning Lund-Sorensen (Đan Mạch) |